# 최세황
최세황(崔世璜, 1919년 8월 30일 ~ 1992년 10월 11일)은 대한민국의 법조인, 관료이다. 1941년 일본 주오 대학 법학과를 학사 학위를 거쳐 1956년 대한민국 국방대학교 1기 행정학사 학위하였으며, 춘천지검장과 전주지검장, 제8대 국방부 차관 등을 지냈다. 1992년 10월 11일 73세를 일기로 사망하였다.